# 보일러

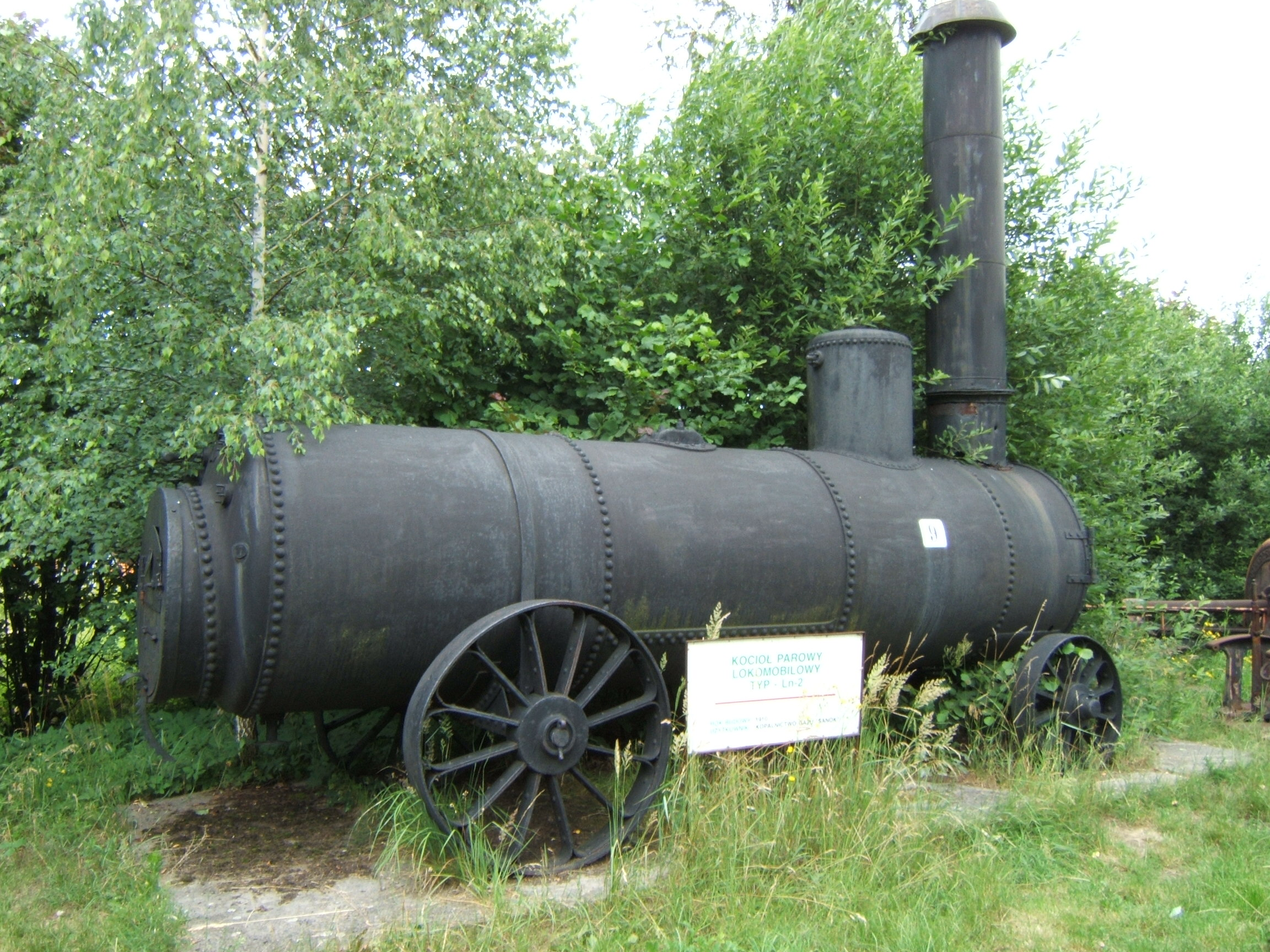
폴란드의 이동식 보일러.

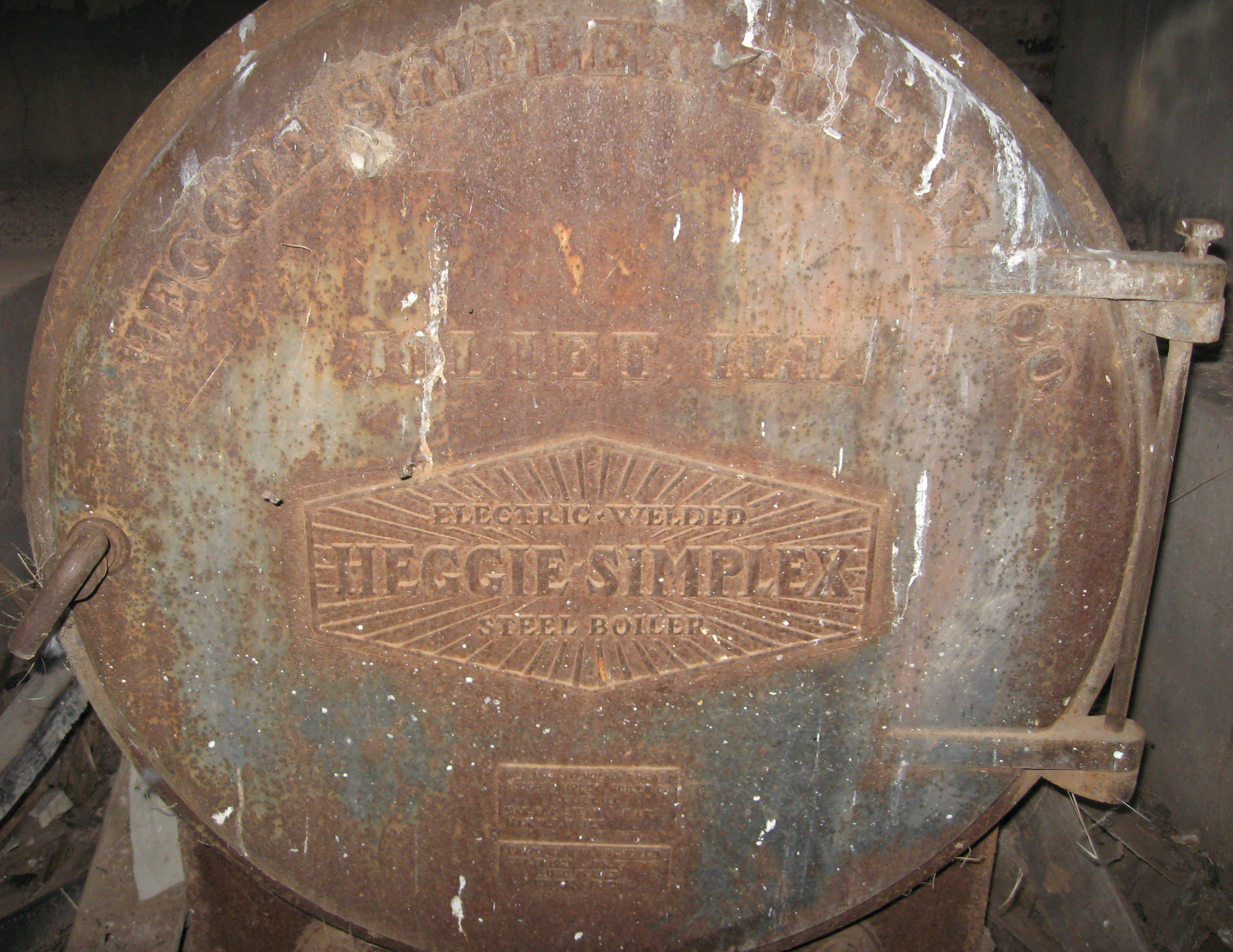
미합중국의 고정형 보일러.

보일러(영어: Boiler)는 물이나 다른 유체가 가열되는 폐쇄된 압력 용기이다. 가열되거나, 수증기화된 유체는 보일러를 빠져나와 가열 등의 다양한 용도로 사용된다.

## 구조 및 특징
보일러는 물에 열을 가해서 증기를 발생시키는 장치이다. 그 주요부는 연료 연소장치 및 노(爐)·물 및 증기를 포용하는 강철로 된 용기로 이뤄진다. 이 밖에 증기온도를 올리는 과열기(過熱器)와 재열기(再熱器) 또는 연소용 공기를 데우는 예열기 등의 부속 장치가 있다.
보일러에 있어 가장 중요한 것은, 연료 연소에 의하여 생긴 열을 가급적 허비 없이 물과 증기에 전달하는 일이다. 여기에서 연소형식이라든가 전열면(傳熱面)의 형태 등이 문제로 된다. 또, 고압증기를 발생시키므로, 재료강도·내열성·안전성 같은 문제도 생긴다. 보일러의 구조는 이와 같은 것들을 생각해서 여러 가지로 연구되어 왔으며, 그 종류도 매우 많다.

### 보일러의 예
그 한 예로서 횡연관(橫煙管) 보일러를 기술하면 다음과 같다. 보일러의 본체인 강철로 만들어진 용기 속에는 물과 포화증기가 있으므로 포화증기 중에는 다소의 수분이 구름이 꽉 차서 생기는 물방울 형태로 포함되어 있다. 따라서 이 증기를 그대로 증기원동기에서 사용하면, 도중의 송기(送氣)도 문제이지만, 원동기 중의 팽창과정 등에서 응축이 생기고, 압력저하라든가 피스톤 또는 회전날개에 대한 작용 저하를 초래한다. 그래서 포화증기 중의 수분을 증발시키고, 다시금 가열해서 과열증기로 만든 다음에 증기원동기로 보내 줄 필요가 있다. 이 같은 일을 위해서 과열기가 있다. 과열도가 높을수록 유리하지만, 사용 재료의 강도 등을 감안하여, 보통 원동기에서의 팽창 종단(終端)에서 증기 중의 수분이 10%를 넘지 않도록 최초의 과열도를 결정한다.

## 같이 보기
- 바닥밑 난방(en:Underfloor heating)
- 대류 난방기(en:Convection heater)
- 라디에이터
- 코타츠
- 이로리
- 난로
  - 벽난로
  - 석유난로
  - 전기난로
- 온돌
- 강
- 화로
- 하이포코스트
- 전기장판
- 중앙 난방
- 미국 기계 기술자 협회 (ASME)
- 관련 자격증
  - 보일러기능사
  - 보일러산업기사
  - 보일러기사